# Jak Rovan
Jak Rovan (* 6. Juni 2005) ist ein slowenischer Leichtathlet, der sich auf den Stabhochsprung spezialisiert hat.

## Sportliche Laufbahn
Erste internationale Erfahrungen sammelte Jak Rovan im Jahr 2022, als er bei den U18-Europameisterschaften in Jerusalem mit übersprungenen 4,20 m in der Qualifikationsrunde ausschied. 2024 siegte er mit 5,10 m bei den U20-Balkan-Hallenmeisterschaften in Belgrad und im August verpasste er bei den U20-Weltmeisterschaften in Lima mit 4,60 m den Finaleinzug. Im Jahr darauf belegte er bei den Balkan-Hallenmeisterschaften in Belgrad mit 4,95 m den sechsten Platz und im Juli wurde er bei den U23-Europameisterschaften in Bergen mit 5,10 m auf den zwölften Platz.
2024 wurde Rovan slowenischer Meister im Stabhochsprung.